# カラン・パヤレバー・エクスプレスウェイ
カラン・パヤレバー・エクスプレスウェイ（英語: Kallang–Paya Lebar Expressway, KPE、マレー語: Lebuhraya Kallang-Paya Lebar、中国語: 加冷－巴耶利峇高速公路、タミル語: கலாங்-பாயலேபார் விரைவுச்சாலை）は、シンガポール中心部の街、カランとそこから10キロメートル (km) 程度北東に行った街のパヤレバーを結ぶ、シンガポールの高速道路である。高速道路のうち南部は2007年10月26日に開通、残りの部分は2008年8月20日に開通し、国内で開通した9番目の高速道路となった。
始点の南端はイーストコースト・パークウェイ (ECP) とマリーナ・コースタル・エクスプレスウェイ (MCE)に、終点の北端はタンピネス・エクスプレスウェイ (TPE) にそれぞれ接続しており、総延長は12 km である。 うち、8.5 km、全体の75%は開削工法で施工されたトンネルが占めており、これは東南アジアの高速道路における地下トンネルとしては最長である。総工費は17シンガポールドルとなった。

## 建設
KPEは1997年の予備計画段階では、カラン・エクスプレスウェイ (Kallang Expressway, KLE) とパヤレバー・エクスプレスウェイ (Paya Lebar Expressway, PLE) という2つの計画から成り立っていた。2001年に着工し、全通したのは7年後の2008年のことである。
全通前の2007年6月23日には、北端からタンピネス通り (Tampines Road) までの間が、タンピネス
サービス・ロード (Tampines Searvice Road) と称されて開通していた。これにより、TPEからタンピネス通りまでの誘導路ができ、従来存在したTPEのタンピネス・フライオーバー（Tampines Flyover、タンピネスにある跨道橋）でのタンピネス通りとの接続は廃止された。
2007年7月27日、陸上交通庁 (LTA) は、KPEのうち、ECPとパン・アイランド・エクスプレスウェイ (PIE)の間の区間が2007年8月26日に開通されると発表した。2008年9月20日に全通した。
ECP - PIE間の開通を発表した同日、LTAは、ECPからマリーナ・サウス経由でアヤ・ラジャー・エクスプレスウェイ (ARE) へと延長する計画も発表した。この延長区間は、MCEと命名され、2013年12月29日から供用されている。

## 経路
ここでは、南部から北部に向けて解説する。

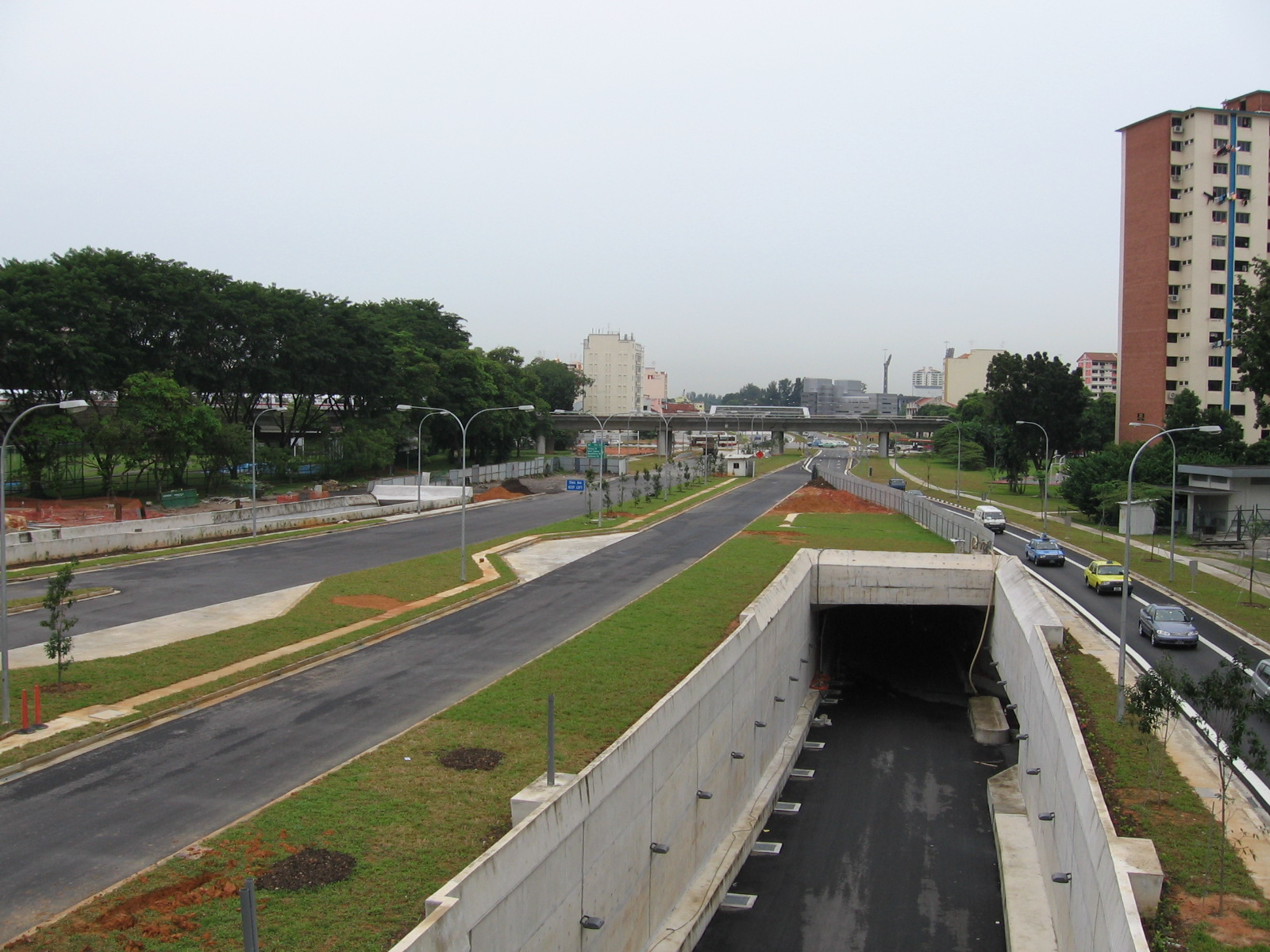
建設中の様子（2005年撮影）

カラン区間は、ECPのインターチェンジもあるMCEの東端から、PIEのインターチェンジまでの区間である。ECPのインターチェンジはECPの北端から数えて14 km ポスト辺りに、PIEのインターチェンジはPIEの北端から数えて13 km ポスト辺りにそれぞれある。この区間では、ゲイラン川の下を潜り、シンガポール・ナショナルスタジアムの西方にあるシンガポール・スポーツ・ハブの地下を通る。その後、出入口が整備されたマウントバッテン・ロード (Mountbatten Road)、ニコル・ハイウェイ (Nicoll Highway)、ギルマード通り (Guillemard Road) を潜り、MRT東西線も潜る。

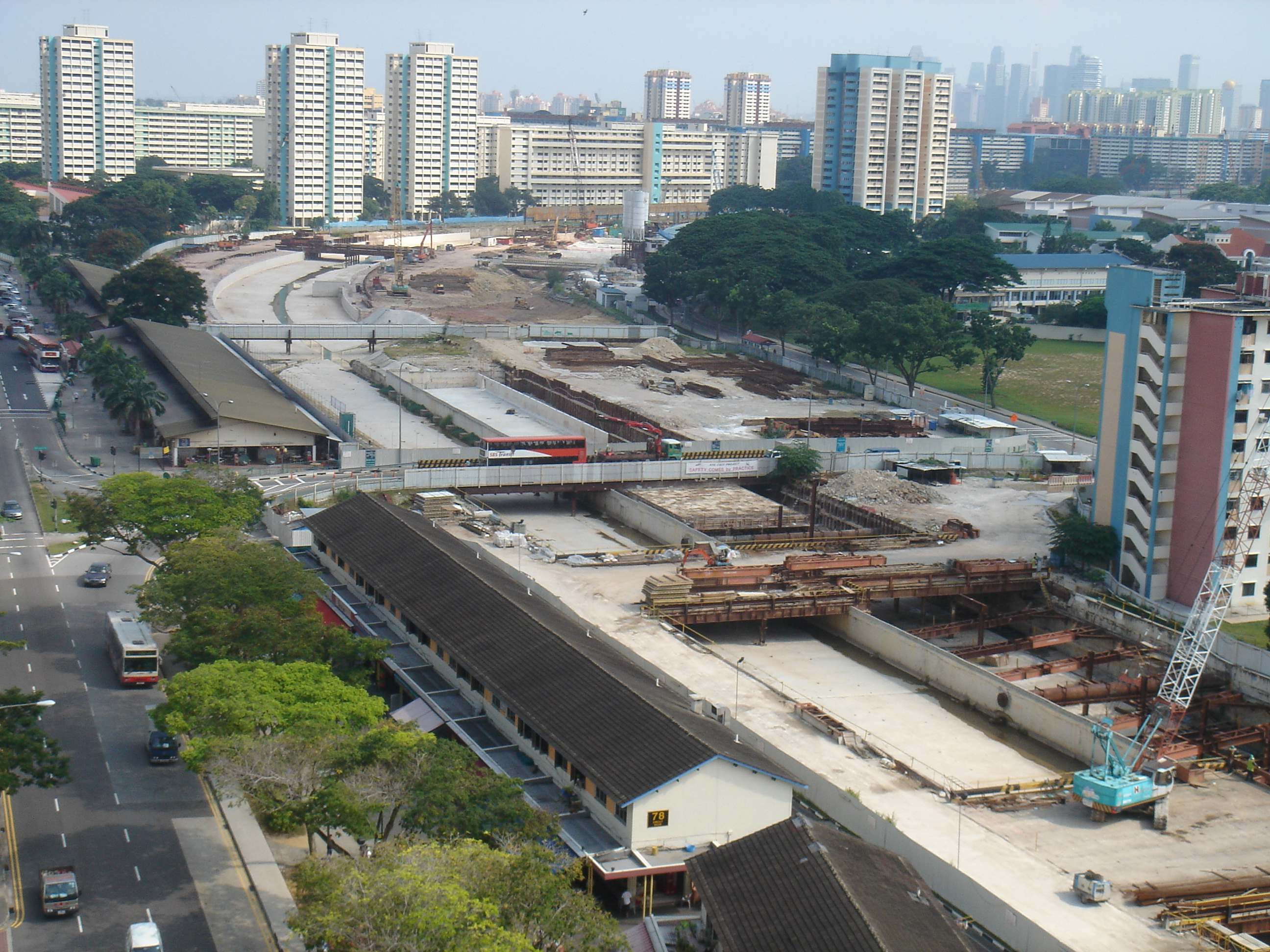
マクファーソンにあるサーキット通り でのKPE

パヤレバー区間は、カラン川とマクファーソン団地を通過するペルトン運河 (Pelton Canal) から離れた地点のカラン・セクション始点から始まり、パヤ・レバー通り (Paya Lebar Road) とアッパー・パヤ・レバー通り (Upper Paya Lebar Road)、マクファーソン通り (MacPherson Road)、空港通り (Airport Road) の始点・終点となる交差点近くに設置されたインターチェンジを通過する。その後、KPEと同時期に建設されたMRT環状線を横切ると、パヤ・レバー空軍基地近くの地下を3.5キロメートル程に渡って通過し、デフ3番通り (Defu Lane 3) 近くで地上へ出る。地上へ出たらそのまま高架となり、タンピネス通り (Tampines Road) とのインターチェンジとなる。このインターチェンジを通り過ぎると、KPEと並行するブアンコック・イースト通り (Buangkok East Drive) へ降りるインターチェンジがあり、TPEとのジャンクションに至る。

## インターチェンジとジャンクションの一覧
| No.                   | 北方面行き（下り）                                      | No.  | 南方面行き（上り）                                       |
| 始点                  | 始点                                                    | 終点 | 終点                                                     |
| MCEとトンネル内で直結 |                                                         |      |                                                          |
|                       | （ECPから進入）                                         | 1A   | ECP                                                      |
|                       | 出入口なし                                              | 2A   | ニコル・ハイウェイ                                       |
|                       | 出入口なし                                              | 2C   | シムズ通り (Sims Avenue)                                 |
| 2B                    | パン・アイランド・エクスプレスウェイ                    | 3    | パン・アイランド・エクスプレスウェイ（トゥアス方面のみ） |
| 5                     | アッパー・パヤ・レバー通り (Upper Paya Lebar Road)      |      | 出入口なし                                               |
| 6                     | バートリー通り東 (Bartley Road East)                    | 6    | バートリー通り東                                         |
| トンネル出口／入口    |                                                         |      |                                                          |
| 9A                    | タンピネス通り (Tampines Road)                          | 9A   | タンピネス通り                                           |
| 9B                    | ブアンコック通り (Buangkok Drive) / センカン (Sengkang) | 10   | ブアンコック通り / センカン                              |
| 11                    | TPE                                                     |      | （TPEから進入）                                          |
| 終点                  |                                                         |      |                                                          |
| 始点                  |                                                         |      |                                                          |